# Kávás
Kávás là một thị trấn thuộc hạt Zala, Hungary. Thị trấn này có diện tích 6,64 km², dân số năm 2010 là 258 người, mật độ 39 người/km².